# Eberhard Linke
Pour les articles homonymes, voir Linke.
Eberhard Linke, né le 13 février 1937 à Lauban et mort le 15 avril 2025, est un sculpteur et médailleur allemand.

## Biographie
Eberhard Linke a son abitur en 1958 à Salzgitter et étudie un semestre la philologie à l'université de Göttingen. Il rejoint la Freie Kunstschule de Stuttgart et gagne sa vie comme laveur de voitures ou ouvrier paysagiste. En 1960, il s'inscrit à l'Académie des beaux-Arts de Stuttgart et a pour professeurs Gerhard Gollwitzer et Otto Baum. En 1963, il travaille dans l'atelier de ce dernier. De 1965 à 1972, il est professeur adjoint à la faculté d'architecture à l'université technique Carolo-Wilhelmina de Brunswick auprès de Jürgen Weber. En 1972, il vient à l'université de sciences appliquées de Mayence et reste professeur jusqu'à sa retraite en 2002.
De 1972 à 1974, il construit une ferme autour de son atelier à Saulheim. En 1982, il ouvre un plus grand atelier à Flonheim.
Eberhard Linke est membre de la Sécession de Darmstadt.
En 2016, la fondation qu'il a créée avec son épouse, la céramiste Barbara Hesselbach, conçoit des bustes de personnalités de la Hesse rhénane.

### Source de la traduction
- (de) Cet article est partiellement ou en totalité issu de l’article de Wikipédia en allemand intitulé « Eberhard Linke » (voir la liste des auteurs).